# خاشرود
خاشرود (اوستایی: Xᵛāstrā؛ لاتین: Kashrud) یکی از دریاهای افغانستان می باشد. خاش رود از نزدیکی دامنه های جنوبی سیاه‌کوه، که از دیوار جنوبی قلب آن سرچشمه گرفته، و بطرف جنوب جریان می کند و به دریاچه سیستان می ریزد این دریا کمتر زمین ها را آبیاری می کند و نامش برگرفته از خاش که از دهات و شهرهای قدیم سیستان می باشد گرفته شده است. خرابه های خاش امروزه در ولسوالی خاش‌رود موقعیت دارند.
باشندگان این ولایت را بلوچ ها تشکیل می دهند. 

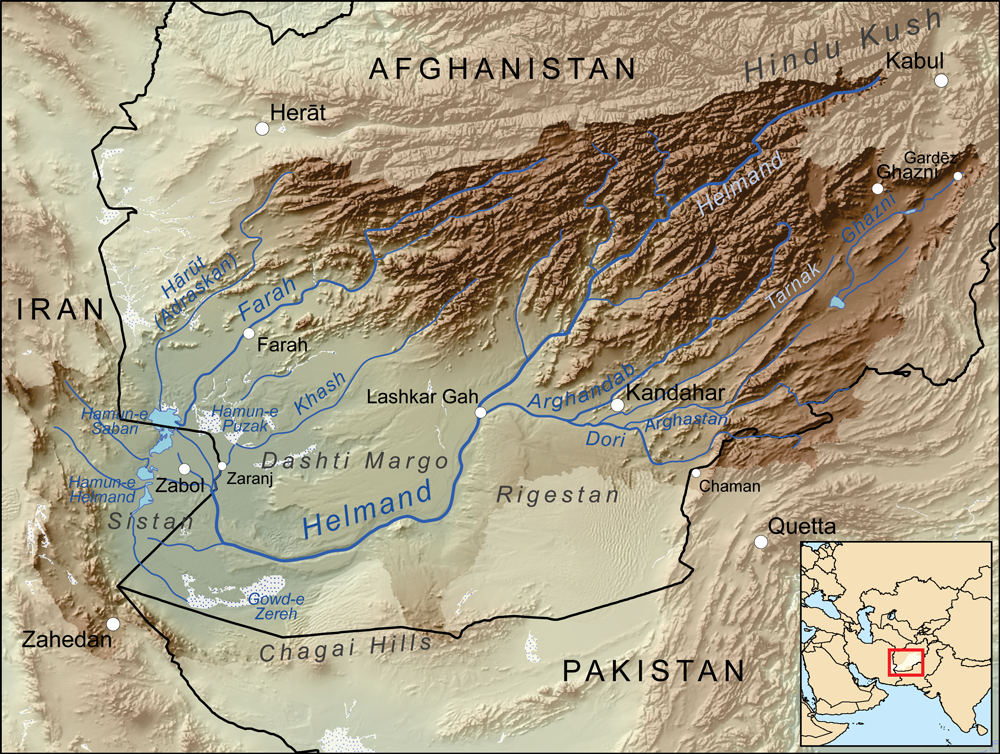
دریای خاشرود بر روی نقشه آبی سیستان نشان داده شده است

از صنایع دستی تولیدی در این شهر به فرش بلوچی و سوزن دوزی بلوچی که توسط بلوچ های افغانستان عرضه می شود می توان نام برد.